# Wtedy im pokażę
Wtedy im pokażę (ang. And Then I Go) – amerykański film dramatyczny z 2017 roku w reżyserii Vincenta Grashawa, z Armanem Darbo i Sawyerem Barthem w rolach głównych, na motywach powieści Jima Sheparda Project X.

## Premiera
Film miał swoją światową premierę podczas Festiwalu Filmowego w Los Angeles 16 czerwca 2017 roku.

## Fabuła
Akcja filmu rozgrywa się w Stanach Zjednoczonych w czasach współczesnych. Dwóch prześladowanych przez rówieśników nastolatków, którzy nie znajdują oparcia ani w rodzinach, ani w szkole, planują odegrać się w dosyć kategoryczny sposób.

## Obsada
W filmie wystąpili m.in.:
- Arman Darbo jako Edwin Hanratty
- Sawyer Barth jako Flake
- Melanie Lynskey jako Janice Hanratty
- Justin Long jako Tim Hanratty
- Tony Hale jako pan Mosley
- Carrie Preston jako pani Arnold
- Melonie Diaz jako pani Meier
- Royalty Hightower jako Tawanda
- Kannon Hicks jako Gus Hanratty

## Nagrody (wybrane)
- Festiwal Filmowy w New Hampshire (2017)
  - wygrana: New Hampshire Feature of the Year – Vincent Grashaw[4]
- Międzynarodowy Festiwal Filmowy w Rzymie (2017)
  - wygrana: Best Domestic Narrative Feature – Vincent Grashaw
  - wygrana: Nagroda publiczności dla najlepszego filmu – Vincent Grashaw